# Prambachkirchen
Prambachkirchen is een gemeente in de Oostenrijkse deelstaat Opper-Oostenrijk, gelegen in het district Eferding (EF). De gemeente heeft ongeveer 2800 inwoners.

## Geografie
Prambachkirchen heeft een oppervlakte van 29 km². Het ligt in het middennoorden van het land. De Duitse grens is niet ver weg.

## Geschiedenis
Oorspronkelijk gelegen in het oosten van het hertogdom Beieren behoort de gemeente sinds de 12e eeuw tot het hertogdom Oostenrijk. Gedurende de napoleontische oorlogen werd de gemeente meerdere malen bezet. Sinds 1918 behoort Prambachkirchen tot de deelstaat Opper-Oostenrijk, een korte onderbreking gedurende de Anschluss daargelaten.
Alkoven · Aschach an der Donau · Eferding · Fraham · Haibach ob der Donau · Hartkirchen · Hinzenbach · Prambachkirchen · Pupping · Scharten · Sankt Marienkirchen an der Polsenz · Stroheim
- Gemeinsame Normdatei: 4103264-0
- Virtual International Authority File: 236835743
- WorldCat: E39PBJhhqFYvHtTkJp4jD8dbBP